# Orimarga seticosta
Orimarga seticosta är en tvåvingeart som beskrevs av Alexander 1930. Orimarga seticosta ingår i släktet Orimarga och familjen småharkrankar. Inga underarter finns listade i Catalogue of Life.